# Pascal Posado
Pascal Posado, né le 14 mai 1925 à Marseille (Bouches-du-Rhône) et mort le 11 novembre 2016 dans la même ville,, est un homme politique français. Membre du Parti communiste français, il est brièvement député de la 4e circonscription des Bouches-du-Rhône en 1978 et maire du sixième secteur de Marseille (15e et 16e arrondissements) de 1983 à 1989.

## Biographie
Fils d'immigrés économiques espagnols installés à Marseille depuis 1913, Pascal Posado commence à travailler comme apprenti en 1940 (il a 15 ans) à la Société nationale des constructions aéronautiques du Sud-Est (SNCASE) de Marignane et devient fraiseur en 1943. Il est syndiqué à la CGT clandestine et adhère au Parti communiste français en 1944.
Il s'engage activement dans la vie politique en siégeant à la délégation municipale de Marseille à la Libération. L'obstacle que représente son jeune âge est levé par une dérogation du commissaire de la République Raymond Aubrac. Bien que n'en ayant pas le titre, il exerce alors les fonctions de conseiller municipal d’août 1944 à avril 1945.
Après avoir assumé d'importantes responsabilités au sein de la CGT et du PCF, il est élu conseiller municipal des 15e et 16e arrondissements de 1965 à 1983. Élu député suppléant de François Billoux dans le 4e secteur (14e, 15e, 16e arrondissement) lors des législatives de 1971, il est réélu à ce même poste au premier tour le 4 mars 1973. Il remplace de janvier à avril 1978 François Billoux à son décès, puis est de nouveau élu député suppléant de Guy Hermier en avril 1978.
De 1983 à 1989, Pascal Posado est élu maire des 15e et 16e arrondissements. Ses priorités sont l'urbanisme et l'assainissement des quartiers Nord : « Cela avait certes commencé bien avant 1983 mais c’est à partir de cette date que nous avons pu concrétiser quelques-unes des réalisations que nous souhaitions voir aboutir ». D'autres réalisations concernent les loisirs et la culture. Il continue à siéger au conseil municipal de 1989 à 1995. En 1997, le préfet des Bouches-du-Rhône décide de nommer Pascal Posado maire honoraire des 15e et 16e arrondissements de Marseille, saluant ainsi son engagement constant pour les quartiers populaires de la ville.

## Détail des fonctions et des mandats
Mandats locaux
- 1965 - 1983 : conseiller municipal du 8e secteur (15e et 16e arrondissements) de Marseille
- 14 mars 1983 - 19 mars 1989 :  maire du 6e secteur de Marseille
- 1989 - 1995 : conseiller municipal du 8e secteur de Marseille

Mandat parlementaire
- 15 janvier 1978 - 2 avril 1978 : député de la 4e circonscription des Bouches-du-Rhône